# Diane Renay
| Diane Renays Top-10-Erfolg 1964 |

Diane Renay (* 13. Juli 1945 als Renee Diane Kushner in South Philadelphia, Pennsylvania) ist eine US-amerikanische Popsängerin. Sie war 1964 mit zwei Titeln in den Billboard Hot 100 vertreten.

## Musikalische Laufbahn
Diane Renay wuchs in einer jüdischen Familie auf und fand schon als Kind Gefallen am Gesang. Als 12-Jährige nahm sie in Philadelphia bei dem Songwriter und Musikproduzenten Artie Singer Gesangsunterricht, der ihr ein hohes musikalisches Talent bescheinigte. Mit 14 Jahren nahm sie heimlich in einem Tonstudio Demobänder auf, die jedoch zu keiner kommerziellen Verwertung führten. Stattdessen machte sie ihren Abschluss an der Philadelphia Northeast High School.
Über ihre Eltern lernte sie den Plattenproduzenten Pete De Angelis kennen, den sie ebenfalls von ihrem Talent überzeugen konnte. Er verhalf ihr 1962 zu einem Schallplattenvertrag bei der New Yorker Plattenfirma Atco, die im Oktober 1962 mit der 16-Jährigen eine erste Single mit den Titeln Little White Lies und Falling Star veröffentlichte. Nachdem auch die zweite Atco-Single erfolglos geblieben war, wechselte Renay zu 20th Century Fox. Dort stellte sich gleich mit der ersten Single, die im Dezember 1963 auf den Markt kam, Erfolg ein. Der Titel Navy Blue erreichte in den Billboard Hot 100 als Bestwert Platz sechs und hielt sich in den Charts insgesamt zwölf Wochen. Mehreren lokalen Fernsehstationen luden sie daraufhin in ihre Musikshows ein. Aufgrund dieses Erfolges entschloss sich die Plattenfirma, mit Diane Renay eine Langspielplatte zu produzieren. Sie erschien im Februar 1964 mit dem Titel Navy Blue und erreichte in den Billboard-LP-Charts Platz 54. Vier Wochen nach dem Erscheinen der LP wurden die beiden Titel Kiss Me Sailor und Soft Spoken Guy auf eine Single ausgekoppelt. Kiss Me Sailor erreichte in den Hot 100 Rang 29. Gleichzeitig hatte sie ein Schauspielstudium am Philadelphia Theater of Acting aufgenommen.
Nach ihrem letzten Charterfolg begann sich ihre Plattenkarriere dem Ende zuzuneigen. Die nächsten beiden Singles bei 20th Century Fox brachten keinen Erfolg mehr. Ebenso erging es den zwei bei MGM Records 1964 und 1965 produzierten Singles. Bis 1969 wurden mit Diane Renay Singles von den Labels New Voice, United Artists, D-Man und Fontana veröffentlicht, die alle beim Publikum ohne Interesse blieben. Danach war ihre Schallplattenkarriere beendet. Über Erfolge als Schauspielerin ist nichts bekannt geworden.

## US-Charts bei Billboard
| Einstieg | Titel          | Hot 100 |
| -------- | -------------- | ------- |
| 1/1964   | Navy Blue      | 06.     |
| 4/1964   | Kiss Me Sailor | 29.     |

## US-Diskografie

### Vinyl-Singles
| A/B-Seite                                                  | Katalog-Nr.      | veröffentl. |
| ---------------------------------------------------------- | ---------------- | ----------- |
|                                                            | Atco             |             |
| Little White Lies / Falling Star                           | 6240             | 10/1962     |
| Dime a Dozen / Tender                                      | 6262             | 04/1963     |
|                                                            | 20th Century Fox |             |
| Navy Blue / Unbelievable Guy                               | 456              | 12/1963     |
| Kiss Me Sailor / Soft Spoken Guy                           | 477              | 03/1964     |
| Growin’ Up Too Fast / Waitin’ for Joey                     | 514              | 06/1964     |
| It’s in Your Tears / Present from Eddie                    | 533              | 07/1964     |
|                                                            | MGM              |             |
| Billy Blue Eyes / Watch Out Sally                          | 13296            | 11/1964     |
| I Had a Dream / Troublemaker                               | 13335            | 04/1965     |
|                                                            | New Voice        |             |
| Words / The Company You Keep                               | 800              | 06/1965     |
| Cross My Heart, Hope to Die / Happy Birthday, Broken Heart | 803              | 10/1965     |
| Soldier Boy / Words                                        | 813              | 06/1966     |
|                                                            | United Artists   |             |
| Dynamite / Please Gypsy                                    | 50048            | 07/1966     |
|                                                            | D-Man            |             |
| Can’t Help Loving That Man / It’s A Good Day for a Parade  | 101              | 1968        |
|                                                            | Fontana          |             |
| Hold Me, Thrill Me, Kiss Me / Yesterday                    | 1679             | 10/1969     |

### Langspielplatte
| Navy Blue 20th Century Fox 3133, 2/1964 |
| Tracks: A: 1 Kiss Me, Sailor, 2 Soft Spoken Guy, 3 Please Forget Me, 4 Hello Heartaches, 5 Man of Mystery, Navy Blue / B: 1 Bell Bottom Trousers, 2 Soldier Boy, 3 A Present from Eddie, 4 Sooner or Later, 5 He Promised Me Forevermore, 6 Unbelievable Guy |